# 糙草
糙草（学名：Asperugo procumbens）为紫草科糙草属的唯一种。分布于非洲、欧洲、亚洲以及中国大陆的青海、山西、甘肃、内蒙古、新疆、西藏、四川、陕西等地，生长于海拔2,000米的地区，见于山坡草地、村旁及田边。
种名procumbens意为平卧的。